# Ko Byung-wook
Ko Byung-wook (Koreaans: 고병욱) (24 januari 1990) is een Zuid-Koreaans langebaanschaatser. Individueel is hij vooral goed op de lange afstanden, de 5000 en 10.000 meter, maar zijn grootste successen boekt hij als lid van de Koreaanse achtervolgingsploeg.

## Carrière
Ko Byung-wook rijdt in het seizoen 2007/2008 voor het eerst wereldbekerwedstrijden, hij komt in actie op de 1500 en 5000 meter maar rijdt anoniem rond achter in de B-groep. Andere individuele resultaten zijn podiumplaatsen op de Zuid-Koreaanse kampioenschappen schaatsen allround, een derde plaats op de continentale kampioenschappen schaatsen 2011 (Azië) en twee keer net geen medaille (5e op de 5000 meter, 4e op de 10.000 meter) bij het schaatsen op de Aziatische Winterspelen 2011.
Ko breekt pas echt door als lid van ploegenachtervolging. Tijdens de wereldbeker schaatsen 2011/2012 - Ploegenachtervolging mannen wint de Koreaanse achtervolgingsploeg zilver bij de wereldbekerwedstrijden in achtereenvolgens Thialf, Hamar en Berlijn. Een seizoen later wint Ko brons in Heerenveen, zilver in Erfurt en zilver in Heerenveen. Bij de WK afstanden is hij slechts de reserve.

## Records

### Persoonlijke records
| Afstand     | Tijd     | Datum             | Baan           |
| ----------- | -------- | ----------------- | -------------- |
| 500 meter   | 38,33    | 17 december 2014  | Seoul          |
| 1000 meter  | 1.21,36  | 17 december 2006  | Seoul          |
| 1500 meter  | 1.49,10  | 17 oktober 2015   | Salt Lake City |
| 3000 meter  | 3.42,99  | 29 september 2012 | Calgary        |
| 5000 meter  | 6.25,66  | 22 september 2013 | Calgary        |
| 10000 meter | 13.39,42 | 5 februari 2011   | Astana         |

## Resultaten
| Jaar | WK Afstanden     | WK Junioren                              |
| ---- | ---------------- | ---------------------------------------- |
| 2008 |                  | NC37 (41e, 22e, 38e, -) 9e achtervolging |
|      |                  |                                          |
| 2012 | 7e achtervolging |                                          |
|      |                  |                                          |
| 2015 | achtervolging    |                                          |